# Faro de Dunkerque
El Faro de Dunkerque, o también conocido como Faro de Risban, (en francés: Phare de Dunkerque o Phare du Risban) es un faro situado en la localidad de Dunkerque, departamento de Norte, Francia. Es el faro francés de primer orden situado más al norte y también el más alto construido en ladrillo de Francia y uno de los más altos del mundo. Construido entre 1841 y 1843, está declarado Monumento histórico de Francia, junto con otros faros de esa misma época, desde 2010.

## Historia
Existió un primer faro situado en la Fortaleza de Risban, construida a partir de 1681 por el ingeniero francés Sebastián de Vauban, y que comenzó a funcionar en 1683 hasta el derribo de las defensas de Dunkerque a consecuencia del Tratado de Utrecht de 1713.
En 1838 se aprobó la construcción de un faro en el mismo lugar del anterior, de acuerdo al plan de faros impulsado Élisabeth de Rossel y Augustin Fresnel en 1825. La construcción del mismo comenzó en 1841 y finalizó en 1843 año en que fue puesto en servicio, apagando el faro hasta entonces existente, la Torre de Leughenaer, aunque éste volvió a ser encendido dos años más tarde. En 1883 fue autorizada la construcción del edificio anexo para servicio del faro, obras que duraron hasta 1885.
La óptica instalada en 1843 era una lente catadrióptrica de Fresnel de primer orden de 920 mm de distancia focal alimentada con aceite vegetal, sustituido por aceite mineral en 1875, y con una característica de eclipses de minuto en minuto. En 1885 el faro fue electrificado pasando a utilizar una lámpara de arco y una nueva óptica de 300 mm de distancia focal que giraba sobre una cubeta de mercurio fabricada por la empresa Sautter-Lemonnier con lo que se obtenía una característica de dos destellos blancos cada 7,5 segundos. En 1902 se cambió la característica a dos destellos blancos cada 10 segundo, que mantiene en la actualidad.
Fue seriamente dañado en 1940 durante la Segunda Guerra Mundial, comenzando su restauración en 1946. En la actualidad se encuentra instalada una óptica de 500 mm de distancia focal del fabricante francés Barbier Bénard et Turenne, (BBT), iluminada por una lámpara de 1000 w. El faro está abierto al público y es visitable.

## Características
El faro consiste en una torre pintada de blanco, excepto el remate de la misma que presenta una decoración de pilastras pintadas de negro, siendo la linterna de color marrón oscuro y galería con barandilla negra. La torre alcanza una altura de 56 metros de altura y tiene 3,9 metros de diámetro interior. Está construida en ladrillo, de planta cilíndrica y situada sobre un edificio de una planta. 
Emite un grupo de dos destellos de color blanco en 10 segundos de ciclo total con un alcance nominal nocturno de 26 millas náuticas.